# Monaco az 1952. évi nyári olimpiai játékokon
Monaco a finnországi Helsinkiben megrendezett 1952. évi nyári olimpiai játékok egyik részt vevő nemzete volt. Az országot az olimpián 2 sportágban 8 sportoló képviselte, akik érmet nem szereztek.

## Sportlövészet
| Versenyző        | Versenyszám           | Eredmény | Helyezés |
| ---------------- | --------------------- | -------- | -------- |
| Charles Bergonzi | Gyorstüzelő pisztoly  | 370      | 53.      |
| Herman Schultz   | Gyorstüzelő pisztoly  | 512      | 33.      |
| Herman Schultz   | Szabadpisztoly        | 501      | 39.      |
| Roger Abel       | Sportpuska, összetett | 1061     | 42.      |
| Roger Abel       | Sportpuska, fekvő     | 384      | 51.      |
| Pierre Marsan    | Sportpuska, fekvő     | 387      | 46.      |
| Georges Robini   | Trap                  | 165      | 32.      |
| Marcel Rué       | Trap                  | 146      | 38.      |

## Vitorlázás
| Versenyző                         | Versenyszám | Futam | Futam | Futam | Futam | Futam | Futam | Futam | Pontszám | Helyezés |
| Versenyző                         | Versenyszám | 1     | 2     | 3     | 4     | 5     | 6     | 7     | Pontszám | Helyezés |
| --------------------------------- | ----------- | ----- | ----- | ----- | ----- | ----- | ----- | ----- | -------- | -------- |
| Michel Auréglia Victor de Sigaldi | Csillaghajó | 0     | 0     | 193   | 101   | DNF   | 122   | 144   | 560      | 21.      |

DNF - nem ért célba